# Сборная Мексики по регби
Сборная Мексики по регби (исп. Selección de rugby de México) представляет Мексику в международных матчах по регби высшего уровня. В марте 2012 года сборная попала в рейтинг IRB и на 9 сентября 2019 года занимает в списке 44-е место.

## История
Первый матч команды состоялся 8 января 1996 года. Мексиканцы принимали также дебютирующих колумбийцев и сыграли вничью (10:10). Тем не менее, первый тестовый матч мексиканцев прошёл лишь в марте 2008 года. Регбисты обыграли Сент-Винсент и Гренадины (47:7) в матче отборочного турнира к чемпионата мира 2011 года. Выиграв ещё одну встречу и уступив дважды, мексиканцы заняли шестое место в раунде «1A», завершив выступления.
В матче Карибского чемпионата против Ямайки команда одержала рекордно крупную победу (68:14). Рекордным стало и число болельщиков, посетивших матч команды (2000). Матч был учтён как квалификационная игра к очередному мировому первенству.

## Результаты
По состоянию на 21 мая 2013 года.
| Соперник                 | Матчи | Победы | Поражения | Ничьи | Доля побед |
| ------------------------ | ----- | ------ | --------- | ----- | ---------- |
| Багамские Острова        | 2     | 0      | 2         | 0     | 0 %        |
| Барбадос                 | 1     | 0      | 1         | 0     | 0 %        |
| Бермудские Острова       | 1     | 0      | 1         | 0     | 0 %        |
| Каймановы острова        | 4     | 2      | 2         | 0     | 50 %       |
| Колумбия                 | 1     | 0      | 0         | 1     | 0 %        |
| Коста-Рика               | 1     | 1      | 0         | 0     | 100 %      |
| Сент-Винсент и Гренадины | 1     | 1      | 0         | 0     | 100 %      |
| Ямайка                   | 1     | 1      | 0         | 0     | 100 %      |
| Всего                    | 12    | 5      | 6         | 1     | 42 %       |

## Текущий состав
Состав на матч против сборной Каймановых островов в рамках отбора к ЧМ-2015.